# Andrey Larkov
Andrey Vitalyevich Larkov (en russe : Андрей Витальевич Ларьков), né le 25 novembre 1989 à Zelenodolsk, est un fondeur russe. Il est notamment médaillé olympique du cinquante kilomètres en 2018.

## Biographie
Larkov prend part à ses premières compétitions officielles en 2007 et à la Coupe d'Europe de l'Est à partir de la saison 2008-2009. En 2011, il enregistre son premier résultat majeur en terminant quatrième de la poursuite des Championnats du monde des moins de 23 ans à Otepää.
Sa première course individuelle dans la Coupe du monde a lieu en décembre 2012 à Canmore où il se classe septième du quinze kilomètres classique et sixième du skiathlon. Lors de l'Universiade d'hiver de 2015, il remporte trois médailles d'or dont deux en individuel.
Aux Championnats du monde 2017 à Lahti et 2019 à Seefeld, il est médaillé d'argent en relais, tandis qu'il est respectivement cinquième et quatrième.
Il est à nouveau médaillé d'argent en relais aux Jeux olympiques de Pyeongchang avec ses coéquipiers Alexander Bolshunov, Alexey Chervotkin et Denis Spitsov, en concourant sous la bannière « athlètes olympiques de Russie ».
Lors des Jeux olympiques de Pyeongchang, Larkov termine troisième de l'épreuve du 50 km avec départ en ligne en ski de fond, derrière Iivo Niskanen et Alexander Bolshunov.
Il obtient son premier podium dans une étape du Tour de ski 2017-2018, sur le quinze kilomètres à Val di Fiemme. En 2019, il obtient son premier podium sur une course de la Coupe du monde à part entière sur le cinquante kilomètres classique de Holmenkollen, où les Russes sont aussi premier et deuxième. Larkov établit ainsi son meilleur classement général avec le douzième rang, dont il se rapproche l'hiver suivant avec une place de treizième.

## Palmarès

### Jeux olympiques d'hiver
| Épreuve / Édition   | Sprint                           | Sprint    | 15 km | 15 km                            | Skiathlon 2 × 15 km | 50 km                               | Relais | Relais                             |
| Épreuve / Édition   | libre                            | classique | libre | classique                        | Skiathlon 2 × 15 km | 50 km                               | Sprint | 4 × 10 km                          |
| JO 2018 Pyeongchang | Épreuve inexistante à cette date | —         | 20e   | Épreuve inexistante à cette date | 30e                 | Médaille de bronze, Jeux olympiques | —      | Médaille d'argent, Jeux olympiques |

Légende :
- : première place, médaille d'or
- : deuxième place, médaille d'argent
- : troisième place, médaille de bronze
- : pas d'épreuve
- — : Non disputée par Larkov

### Championnats du monde
| Épreuve / Édition     | Sprint                           | Sprint                           | 15 km                            | 15 km                            | Skiathlon 2 × 15 km | 50 km | Relais | Relais                   |
| Épreuve / Édition     | libre                            | classique                        | libre                            | classique                        | Skiathlon 2 × 15 km | 50 km | Sprint | 4 × 10 km                |
| Mondiaux 2015 Falun   | Épreuve inexistante à cette date | —                                | 26e                              | Épreuve inexistante à cette date | —                   | 27e   | —      | —                        |
| Mondiaux 2017 Lahti   | —                                | Épreuve inexistante à cette date | Épreuve inexistante à cette date | 5e                               | 8e                  | —     | —      | Médaille d'argent, monde |
| Mondiaux 2019 Seefeld | —                                | Épreuve inexistante à cette date | Épreuve inexistante à cette date | 4e                               | —                   | —     | —      | Médaille d'argent, monde |

Légende :
- : première place, médaille d'or
- : deuxième place, médaille d'argent
- : troisième place, médaille de bronze
- : pas d'épreuve
- — : Non disputée par Andrey Larkov

### Coupe du monde
- Meilleur classement général : 12e en 2019.
- 1 podium individuel : 1 troisième place.
- 2 podiums en relais : 2 deuxièmes places.

#### Tour de ski
- 10e en 2018 et 2019.
- 1 podium d'étape.

#### Classements en Coupe du monde
| Saison / Épreuve | Saison / Épreuve | Général | Général | Distance | Distance | Sprint | Sprint | Tour de ski | Finales                          | Nordic Opening | Ski Tour Canada (2016)           |
| ---------------- | ---------------- | ------- | ------- | -------- | -------- | ------ | ------ | ----------- | -------------------------------- | -------------- | -------------------------------- |
| Saison / Épreuve | Saison / Épreuve | Class.  | Points  | Class.   | Points   | Class. | Points | Tour de ski | Finales                          | Nordic Opening | Ski Tour Canada (2016)           |
| 2013             | 2013             | 52e     | 115     | 38e      | 115      | -      | -      | 32e         | —                                | —              | Épreuve inexistante à cette date |
| 2014             | 2014             | 128e    | 480     | 106e     | 1        | 70e    | 16     | 34e         | -                                | -              | Épreuve inexistante à cette date |
| 2015             | 2015             | 38e     | 180     | 36e      | 122      | 57e    | 26     | 23e         | Épreuve inexistante à cette date | 69e            | Épreuve inexistante à cette date |
| 2016             | 2016             | 21e     | 371     | 22e      | 212      | 47e    | 43     | 26e         | Épreuve inexistante à cette date | -              | 11e                              |
| 2017             | 2017             | 19e     | 469     | 16e      | 274      | 33e    | 65     | 22e         | 8e                               | 16e            | Épreuve inexistante à cette date |
| 2018             | 2018             | 18e     | 394     | 20e      | 215      | 62e    | 15     | 10e         | 11e                              | 25e            | Épreuve inexistante à cette date |
| 2019             | 2019             | 12e     | 607     | 7e       | 365      | 68e    | 10     | 10e         | 11e                              | 6e             | Épreuve inexistante à cette date |
| 2020             | 2020             | 13e     | 496     | 14e      | 299      | 55e    | 27     | 13e         | Épreuve inexistante à cette date | 11e            | Épreuve inexistante à cette date |
| 2021             | 2021             | 108e    | 13      | 68e      | 13       | -      | -      | —           | —                                | —              | Épreuve inexistante à cette date |

Légende :
- Ab. : abandon
- - : non disputé par Larkov, non classé
- : épreuve inxesistante

### Universiades
- Strbske Pleso 2015 : 
  -  Médaille d'or en sprint libre.
  -  Médaille d'or au 30 km libre.
  -  Médaille d'or en relais.

### Coupe d'Europe de l'Est
- 1er du classement général en 2021.
- 2 victoires.